# Сондрио (провинция)
Сондрио (итал. Provincia di Sondrio, ломб. Pruvincia de Sundri) — провинция на севере Италии, в области Ломбардия.
Географически совпадает с долиной Вальтеллина. Столица — город Сондрио.

## География
Рельеф в основном горный. Поселения разрозненные. На севере провинция граничит со Швейцарией, на западе — с провинциями Комо и Лекко, на юге — c провинцией Бергамо, на востоке — с провинциями Брешиа, Тренто и Больцано. В провинции находятся самые высокие горы Ломбардии — Ретийские Альпы. Между горами расположены долины, в основном протянувшиеся с севера на юг. Крупнейшими из них являются Вальтеллина и Валькиавенна.
В провинции насчитывается 78 коммун, крупнейшие — столица Сондрио и Ливиньо, туристический и курортный центр. В северо-восточной части создан национальный парк Стельвио.

## Экономика
Основные отрасли экономики — строительство, лесозаготовка, добыча камня, туризм и легкая промышленность. Имеется постоянный поток рабочей силы в обе стороны через границу с Швейцарией. Исторически распространено виноделие, причем каждый регион выращивает свой сорт винограда и изготавливает из него местное вино.